# 政治風土刷新のための特別措置法
政治風土刷新のための特別措置法（せいじふうど さっしんの ための とくべつそちほう）は、朴正熙暗殺後、非常戒厳令拡大措置によって政治の実権を掌握した全斗煥を中心とする新軍部勢力が、政権維持のための布石として、既存政治家の政治活動を封殺するため、1980年11月3日、国家保衛立法会議において制定された韓国の法律である。

## 概要
同法では、前政権（朴正煕）時代における政治的社会的腐敗と混乱に対する責任が著しいと判断された政治家の政治活動を、1988年6月30日まで規制することを規定しており、法に基づいて設置された「政治刷新4人委員会」で審査され、567名が「旧時代の政治家」として、政界引退を強制された。この中には、民主共和党の金鍾泌・丁一権・具泰会、維新政友会の崔栄喜・太完善・白斗鎮、新民党総裁の金泳三や李哲承・高興門・李敏雨など当時の韓国政界における中心人物が与野党問わずほぼ網羅されており、民政移管後に新軍部勢力が確実に政権維持ができるようにするための法律であった。しかし、独裁政治に反対する国際世論に考慮する形で、1983年2月から一年余りに渡って実施された「国民和合措置」の一環として、一次（83年2月）、二次（84年2月）、三次（同年11月）に渡って解禁され、1985年3月6日に金大中や金泳三など14名が政治活動規制対象から除外されたことで、全面的に解禁された。そのため、1988年を待たずして、同法は死文化した。

## 参考資料・関連項目
- 金容権編著『朝鮮韓国近現代史事典』日本評論社
- 大韓民国の政治